# Hérouville-en-Vexin
Hérouville-en-Vexin (cunoscută sub numele de Hérouville până la sfârșitul anului 2017) este o comună franceză situată în departamentul Val-d'Oise, în regiunea Île-de-France.

## Geografie

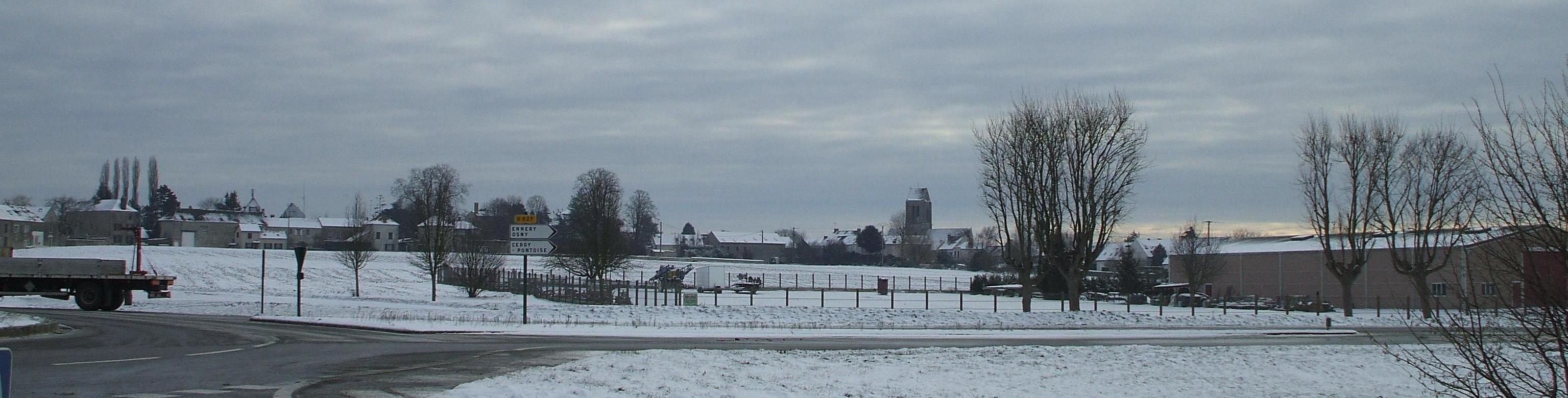
Vedere panoramică spre sud, iarna, de la sensul giratoriu al drumului RD 927.

### Localizare
Satul se află la aproximativ zece kilometri de orașul Cergy-Pontoise, pe drumul RD 927, și se învecinează cu comuna Auvers-sur-Oise.

### Comune limitrofe
| Vallangoujard | Labbeville | Nesles-la-Vallée |
| Livilliers    |            |                  |
| Ennery        |            | Auvers-sur-Oise  |

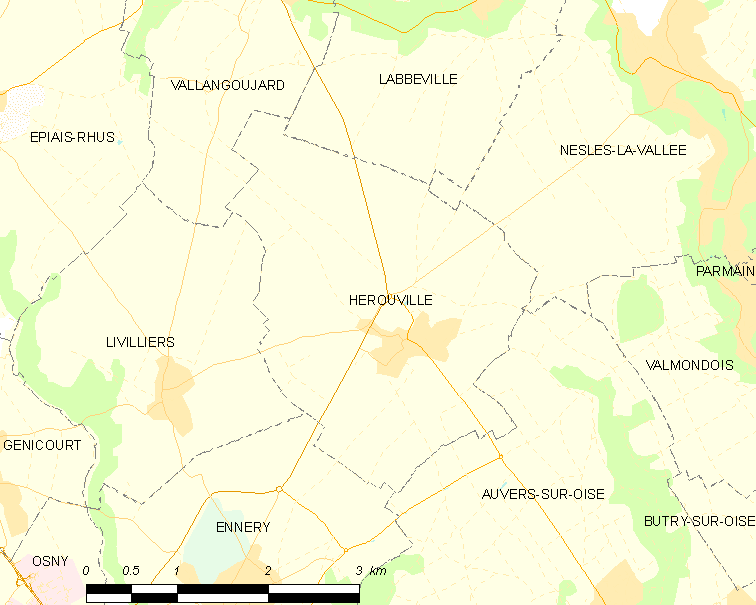
Harta comunei.
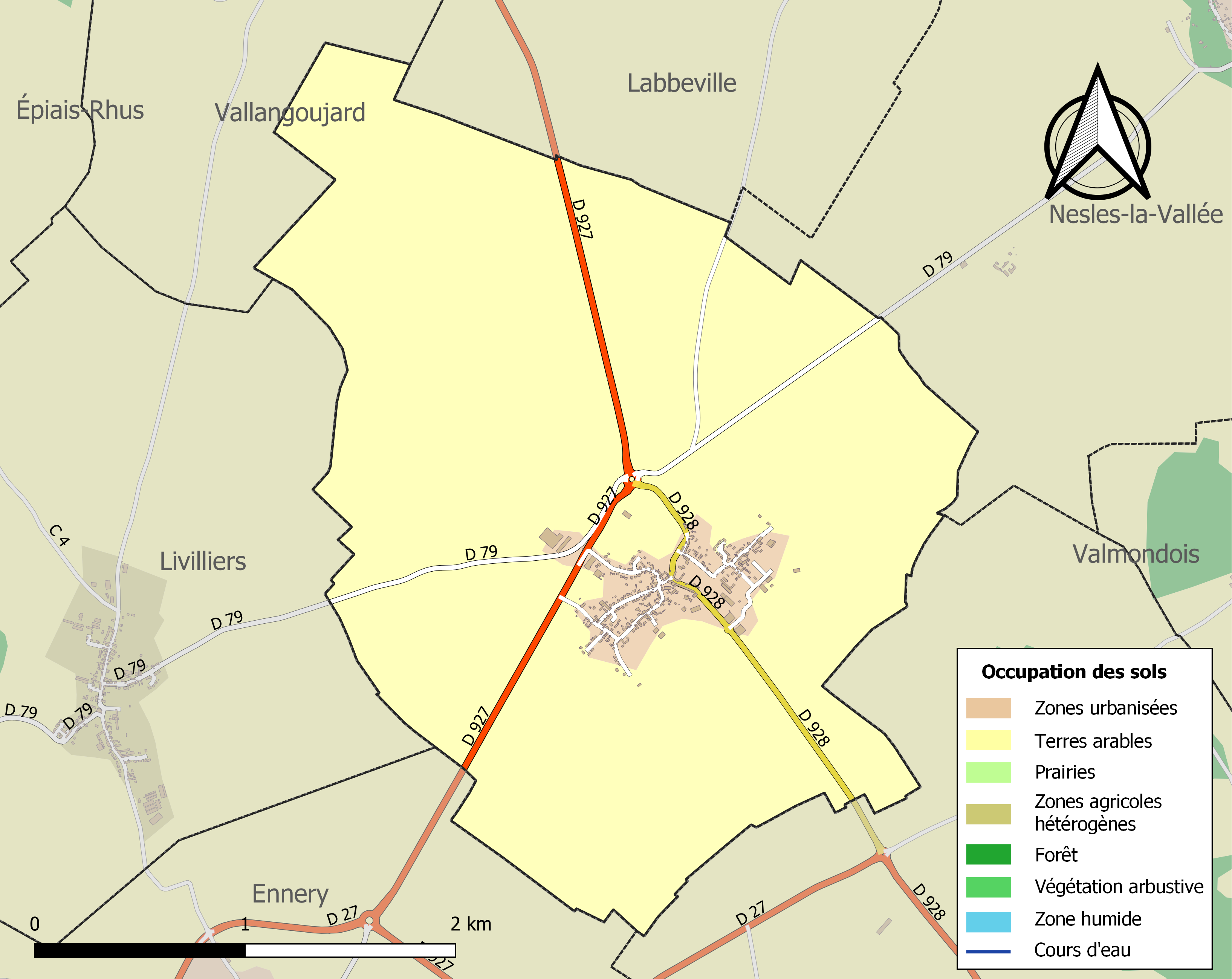
Utilizarea terenului.

### Clima
În 2010, clima comunei este de tipul climatului oceanic degradat al câmpiilor din Centru și Nord, conform unui studiu al Centrului Național de Cercetare Științifică (CNRS) pe baza unui set de date care acoperă perioada 1971-2000 bazat pe o serie de date din perioada 1971-2000. În 2020, Météo-France a publicat o tipologie a climatului pentru Franța metropolitană, în care comuna este expusă unui climat oceanic și se află în regiunea climatică Sud-vest a bazinului Parisian, caracterizată printr-o ploaie redusă, în special primăvara (120-150 mm) și un iarnă rece (3,5 °C).
Pentru perioada 1971-2000, temperatura anuală medie este de 11,1 °C, cu o amplitudine termică anuală de 14,9 °C. Cumulul anual mediu de precipitații este de 692 mm, cu 11 zile de precipitații în ianuarie și 7,8 zile în iulie. Pentru perioada 1991-2020, temperatura medie anuală observată la stația meteorologică Météo-France cea mai apropiată, situată în comuna Pontoise la 6 km distanță, este de 11,2 °C, iar cumulul anual mediu de precipitații este de 635,8 mm.
Parametrii climatici ai comunei au fost estimați pentru mijlocul secolului (2041-2070) conform diferitelor scenarii de emisie de gaze cu efect de seră, bazate pe noile proiecții climatice de referință DRIAS-2020. Aceștia pot fi consultați pe un site dedicat publicat de Météo-France în noiembrie 2022.

## Urbanism

### Tipologie
La 1 ianuarie 2024, Hérouville-en-Vexin este clasificată drept târg rural, conform noii grile comunale de densitate în șapte niveluri, definită de INSEE (Institutul Național de Statistică și Studii Economice) în 2022. Este situată în afara unei unități urbane și face parte din zona metropolitană a Parisului, care cuprinde 1.929 de comune, fiind o comună de pe coroana acestei zone.

## Toponimie
Ernest Nègre nu menționează această localitate Hérouville în lucrarea sa Toponymie générale de la France, în timp ce Albert Dauzat nu citează nicio formă veche pentru acest toponim în articolul dedicat Hérouville din dicționarul său, ceea ce sugerează că nu cunoaște nicio astfel de formă. Cât despre Hippolyte Cocheris, acesta menționează două forme vechi, Herovilla și Herouvilla din 1249, care sunt puțin fiabile, la fel ca restul dicționarului său topografic, deja învechit.
Este vorba despre o formare toponimică în -ville, cu sensul vechi de „domeniu rural”, precedată de un antroponim, conform regulii generale. Absența unor forme vechi fiabile obligă la o comparație cu Hérouville-Saint-Clair (Calvados, Herulfivilla în 1066 și 1083), care conține în mod evident numele de persoană Herulf, ce poate fi germanic continental, (anglo-)saxon sau scandinav. Ernest Nègre ignoră Hérouville-en-Vexin din lipsă de forme vechi care să permită determinarea dacă este vorba despre numele de persoană germanic Hairulfus (înțelegând Hairulf, fără terminația latină prezentă în textele redactate în latină medievală), pe care crede că îl recunoaște în Hérouville-Saint-Clair, sau Hairoldus, care ar fi putut, de asemenea, să ducă la forma Hérou-, sau despre un alt antroponim nedeterminat.
Comuna numită Hérouville a luat denumirea de Hérouville-en-Vexin la sfârșitul anului 2017, pentru a evita omonimiile și pentru a sublinia apartenența sa la Vexinul francez. Biserica parohială este dedicată sfântului Clair de Beauvaisis, la fel ca și cea din Hérouville-Saint-Clair.

## Istorie
Sub biserica parohială au fost descoperite vestigii arheologice care atestă o populare a zonei din perioada galică.
Familiile de Montmorency și de Laval s-au stabilit în zonă încă din secolul al XI-lea. Din acea perioadă datează o biserică situată în locul numit „la Haulte butte”, care însă a fost distrusă de un incendiu și ruinată de trupele engleze în jurul anului 1435, în timpul Războiului de O Sută de Ani. Biserica a fost reconstruită în secolul al XV-lea datorită Jeannei de Laval, care a oferit locuitorilor terenul și banii necesari pentru a începe lucrările.
La începutul Primului Război Mondial, după bătălia de la Senlis, cercetași ulani germani au fost semnalați la Hérouville.
Castelul Hérouville a fost construit în 1740 de arhitectul Gaudot, din școala de la Roma. În secolul al XIX-lea, a servit ca stație de poștă (între Versailles și Beauvais), având o herghelie cu aproximativ o sută de cai. Compozitorul de muzică de film Michel Magne l-a achiziționat în 1962 pentru a locui acolo și a adăugat o piscină, un teren de tenis și un turn genovez în partea din spate a parcului, amenajându-și o splendidă sală de muzică în aripa nordică. În 1969, un incendiu cu origine criminală a devastat aripa nordică. În același an, Michel Magne a realizat ample lucrări pentru a crea un studio în podul aripii sudice. Datorită costurilor ridicate, a deschis studioul publicului, creând astfel primul studio rezidențial francez. O altă premieră a fost afluxul de artiști anglo-saxoni care au venit să înregistreze acolo. Printre aceștia se numără: Cat Stevens, Pink Floyd, Michael Schenker Group, Eddy Mitchell, Elton John, Rainbow, Iggy Pop, Nino Ferrer, Jacques Higelin, Pierre Vassiliu, T. Rex, Claude Nougaro, Bee Gees, Fleetwood Mac, Salvatore Adamo, Gilbert Montagné, Jean-Christian Michel (care a înregistrat un disc cu Kenny Clarke), precum și David Bowie, Dick Rivers și mulți alții, care au apreciat acest loc magic.
Între 1971 și 1973, succesul studioului de la Castelul Hérouville a fost uriaș. Cu toate acestea, castelul a fost pus sub administrare judiciară. Afacerile au fost relansate la sfârșitul anului 1974, iar locul și-a recăpătat prestigiul între 1976 și 1979, când a fost vândut la licitație unui dezvoltator imobiliar. Activitățile au continuat, dar castelul nu mai era la modă și nu se mai făceau investiții. Gestionarea afacerii a devenit deficitară, iar situația financiară a ajuns în dificultate. În cele din urmă, pe 25 iulie 1985, proprietarul a evacuat studioul.
În 1995, Hérouville, împreună cu alte 93 de comune, a devenit membru fondator al parcului natural regional al Vexinului francez.
În 2003, consiliul municipal a făcut cererea oficială de schimbare a denumirii comunei, dorind să o redenumească Hérouville-en-Vexin. Procedura a fost însă respinsă.
2010: inaugurarea noii primării și a unei săli polivalente adiacente a avut loc pe 18 septembrie 2010.
2015: Castelul a fost achiziționat în luna ianuarie de doi ingineri de sunet (Jean Taxis, Thierry Guarracino) și un analist financiar (Stéphane Marchi). Un centru de formare, Sup HD Audio, a fost creat în unul dintre vechile studiouri la sfârșitul anului 2015. Alte două studiouri de înregistrare urmau să fie finalizate în cursul anului 2017.
2016-2017: În ședința din 1 februarie 2016, consiliul municipal a adoptat o nouă hotărâre pentru a solicita schimbarea numelui comunei în Hérouville-en-Vexin, în urma unor noi cercetări istorice și pentru a evita confuzia cu Hérouville-Saint-Clair. Această schimbare de denumire a fost decisă printr-un decret din 22 decembrie 2017.

## Populația și societatea

### Date demografice
Evoluția numărului de locuitori este cunoscută prin recensămintele populației efectuate în comuna respectivă începând din 1793. Pentru comunele cu mai puțin de 10 000 de locuitori, un recensământ al întregii populații este realizat la fiecare cinci ani, populațiile legale pentru anii intermediari fiind estimate prin interpolare sau extrapolare. Pentru comuna respectivă, primul recensământ exhaustiv în cadrul noului dispozitiv a fost realizat în 2004.
În 2021, comuna număra 573 locuitori, în scădere cu −6,98 % față de 2015 (Val-d'Oise: +3,39 %, Franța fără Mayotte: +1,84%).
| An        | 1793 | 1821 | 1841 | 1856 | 1876 | 1886 | 1901 | 1921 | 1936 | 1962 | 1982 | 2006 | 2014 | 2021 |
| --------- | ---- | ---- | ---- | ---- | ---- | ---- | ---- | ---- | ---- | ---- | ---- | ---- | ---- | ---- |
| Populație | 331  | 301  | 303  | 189  | 284  | 292  | 270  | 249  | 200  | 254  | 398  | 568  | 612  | 573  |

## Cultura și patrimoniul local

### Locuri si monumente

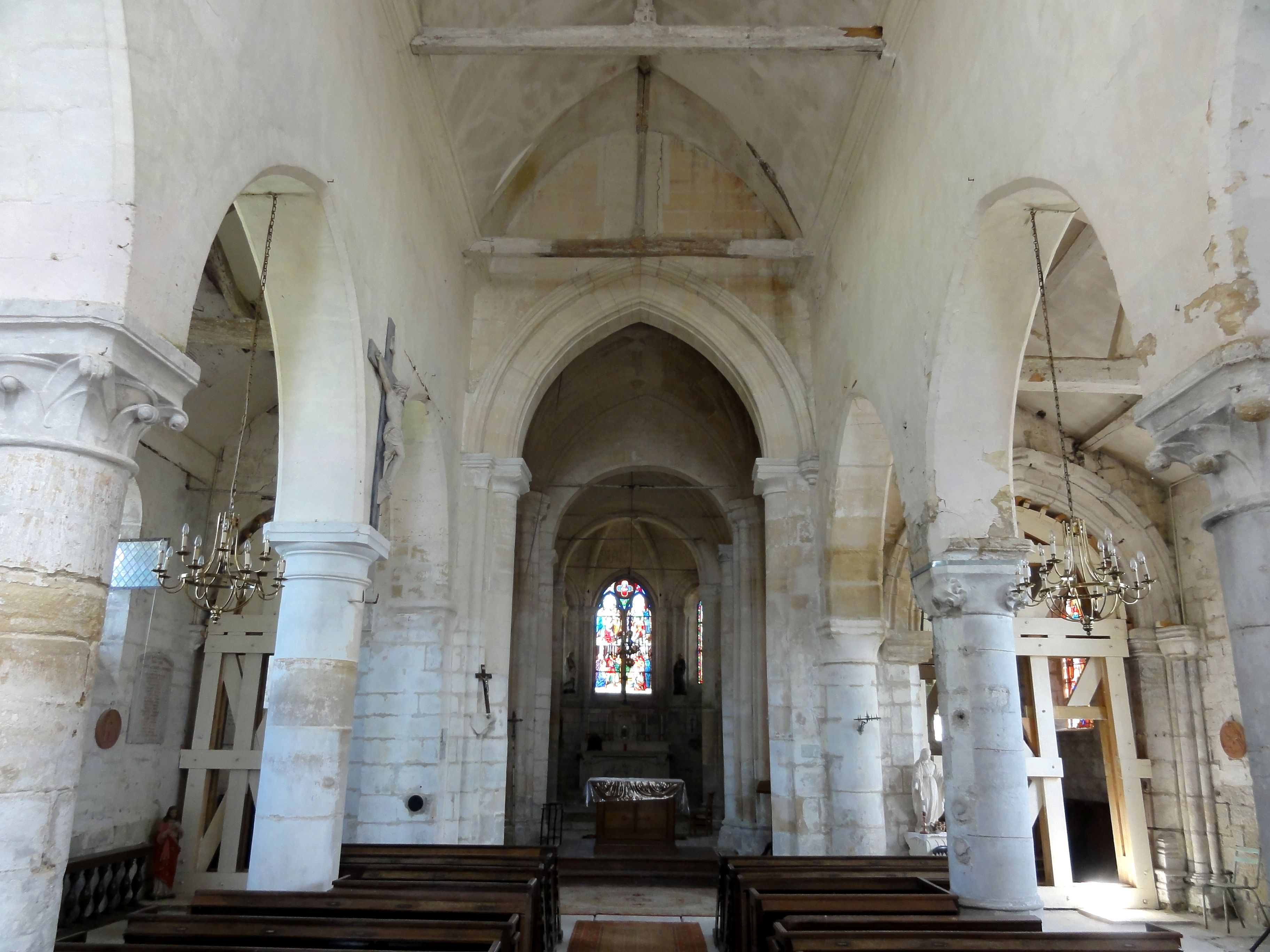
Biserica Saint-Clair, interior.

- Biserica Saint-Clair din Hérouville
  - Situată în piața Bisericii, este clasată monument istoric prin ordinul din 2 aprilie 1915[32]. Edificiul are un plan cruciform, dar ocupă o suprafață dreptunghiulară la sol, cu excepția absidei poligonale care iese în evidență pe fațada estică. Nava centrală este flancată de colaterale pe ambele părți, inclusiv brațele transeptului, care nu se disting exterior de celelalte travee adiacente.
  - La nivelul brațului sudic, acoperișul în șarpantă este întrerupt doar de frontoane intermediare, permițând astfel delimitarea brațului transeptului. Întreaga biserică este acoperită de un acoperiș unic, imens, în două ape, cu o înclinație mai redusă deasupra colateralelor.
  - Există doar două frontoane: unul pentru fațada vestică și unul pentru fațada absidei.
  - În interior, biserica este împărțită într-o navă principală fără ferestre și fără boltă, având patru travee, însoțită de colateralele sale; într-un transept care susține clopotnița centrală în formă de bâtiere; într-un cor cu două travee, a doua terminându-se în formă de semicerc; și în două capele laterale care continuă cele două brațe ale transeptului și colateralele. Nava reprezintă aproximativ jumătate din lungimea totală a edificiului.
  - La prima vedere, pare a fi un edificiu omogen din secolul al XV-lea. Într-adevăr, fațadele laterale, fațada absidei, clopotnița și acoperișul au fost construite într-o singură campanie, între 1443 și 1468. Totuși, în interior, corul cu absidă în formă de semicalotă este romanic, iar nava este în mare parte gotic timpuriu, cu capiteluri interesante. Portalul exterior al capelei baptismale este un exemplu remarcabil de artă gotică în Vexinul francez.
  - Pe lângă aceste detalii, clopotnița este principalul element de atracție al bisericii. Adesea considerată cea mai veche clopotniță de acest tip din Vexin, aceasta reflectă foarte puțin stilul epocii sale și este, în ansamblu, o reproducere a unei clopotnițe romane timpurii, finalizată înainte de mijlocul secolului al XII-lea și distrusă de englezi în 1435.
  - Această reconstrucție aproape identică, folosind un limbaj arhitectural dintr-o epocă complet diferită, reprezintă un caz de mare raritate în istoria arhitecturii înainte de secolul al XIX-lea[33][34][35].
- Rămășițele unui vechi castel 
  - Pe strada Georges-Duhamel nr. 4 și 6: Au rămas cele două pavilioane de Nord și de Sud, care au completat cele două aripi laterale flancând corpul principal al clădirii. În stil clasic, aceste două pavilioane au un etaj, precum și o mansardă, iar fațadele destul de severe cu ferestre înalte sunt decorate cu bosaje la capete.
  - Construit în 1740 după planurile lui Gaudot, arhitect al regelui, pentru Ange Pinon, consilier onorific al marii camere a Parlamentului din Paris, acest castel a fost în mare parte demolat în 1871, după ce a fost cumpărat de un fermier și un comerciant de oi.
  - În curtea fermei castelului, vizavi de hambar, se află un interesant bazin-adăpătoare octogonal, clasat ca monument, precum și o fântână veche. Fosta incintă a castelului rămâne parțial vizibilă[36][35].
  - Un celebru studio de înregistrare a fost amenajat acolo în 1969, în podul aripii sudice, de compozitorul de muzică de film Michel Magne și a funcționat până în iulie 1985[37][38][39].
- Fosta stație de poștă, situată în hambarul de lângă castel: fondată în secolul al XIX-lea de Louis Achille de Brisay, era ideal plasată la jumătatea distanței dintre Beauvais și Versailles și includea o herghelie pentru o sută de cai. Cu toate acestea, o gestionare defectuoasă din partea proprietarului a dus la o falimentare prematură în 1855[35].
- Iazul-adăpătoare, numită „la mare à laver”, situată la ieșirea din sat pe drumul RD 928, în partea de nord-vest.
  - Dintre cele trei heleștee care existau odinioară în sat, două mai există încă. Acest heleșteu era un loc de întâlnire pentru femeile care veneau să-și spele rufele și să discute. După lucrările câmpului, servea și pentru a răcori picioarele și copitele cailor.
  - Este o proprietate municipală care este alimentată prin recuperarea și scurgerea apei pluviale care se varsă într-un șanț în pantă provenind din sat.
- Vechea cruce de cimitir, situată în piața Bisericii.
- Monumentul dedicat eroilor căzuți, situat în piața Bisericii.

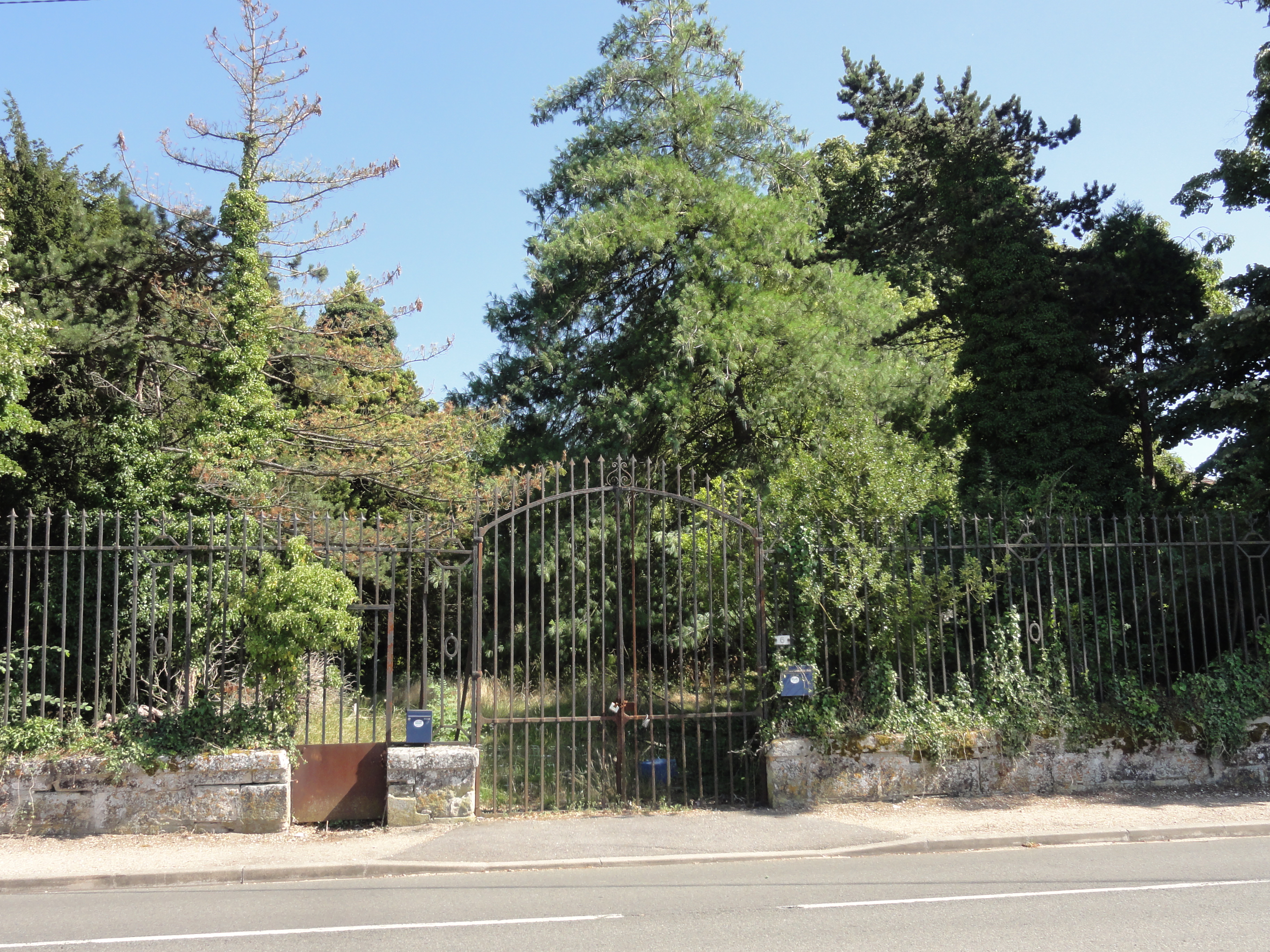
Poarta de intrare a castelului, situată la nr. 4 pe strada Georges-Duhamel, înainte de achiziția sa și de defrișarea terenului.
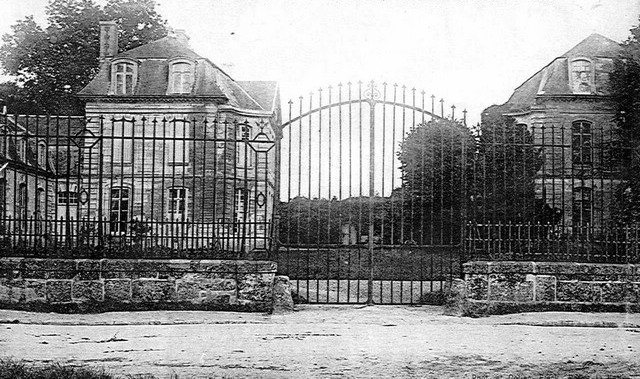
Poarta castelului la începutul secolului al XX-lea.
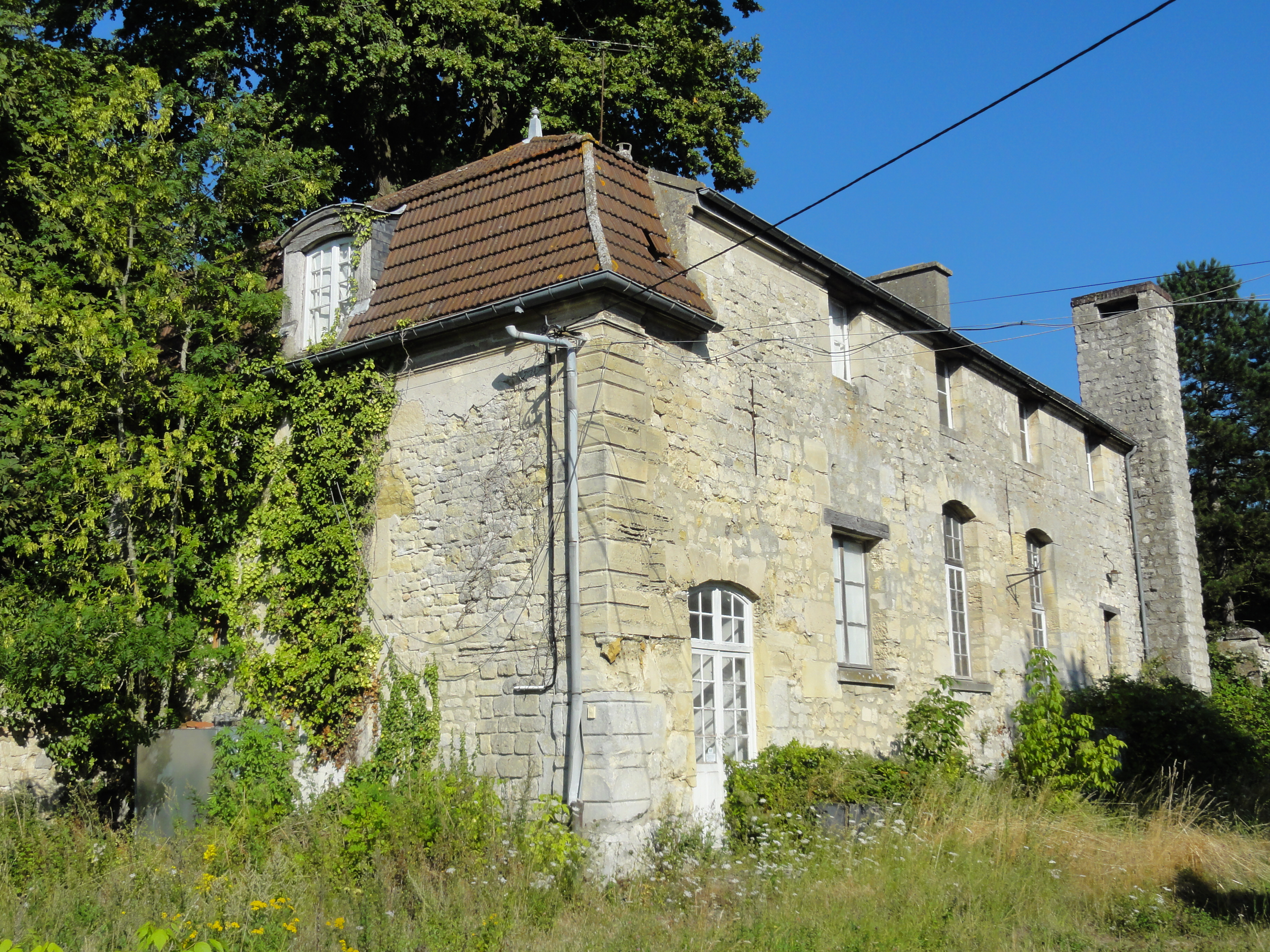
Anexa aripii sudice a castelului, situată la nr. 6 pe strada Georges-Duhamel.
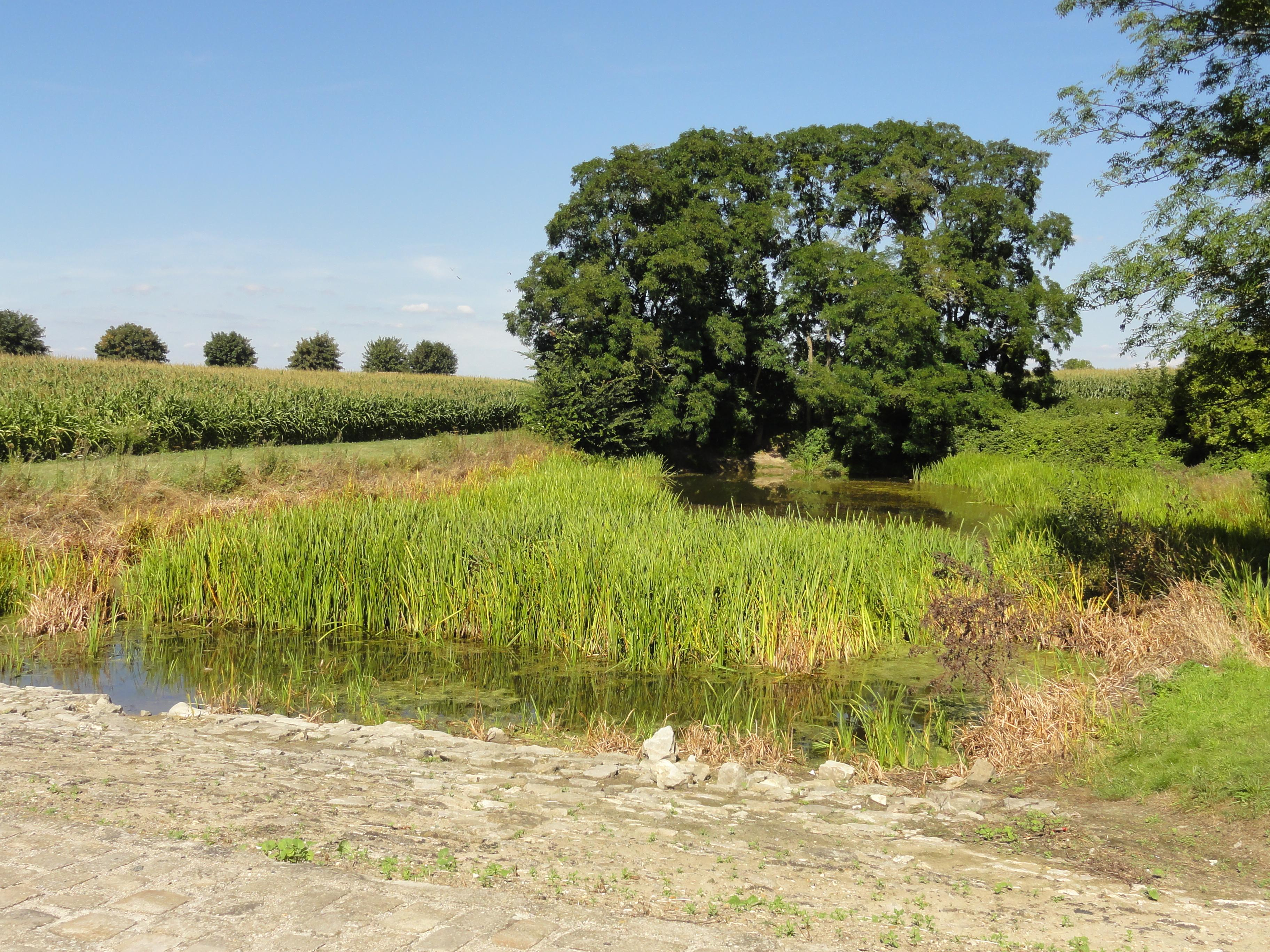
Iazul-adăpătoare, numită „la mare à laver”, situată în partea de jos a satului.
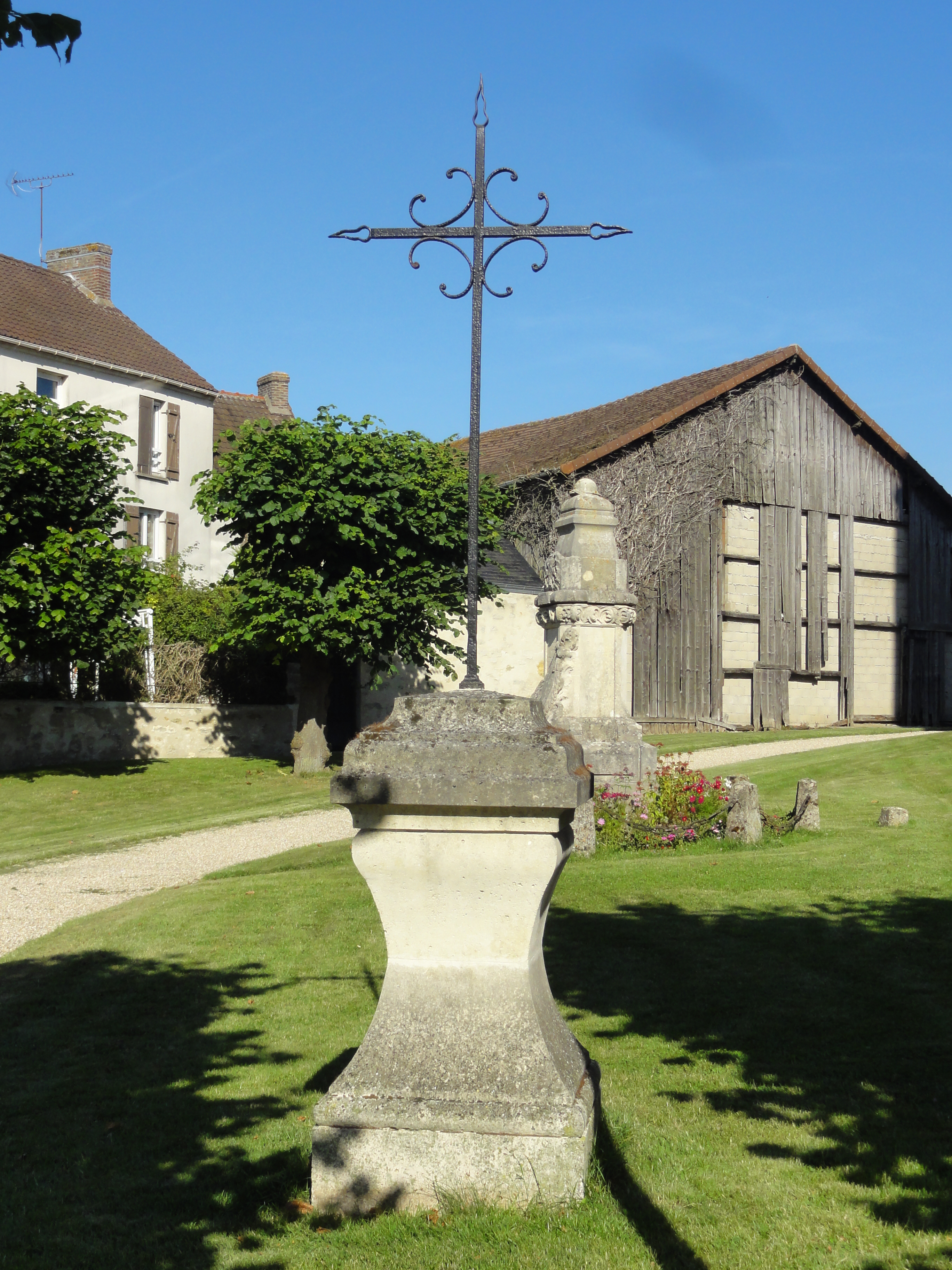
Vechea cruce de cimitir, situată lângă biserică.
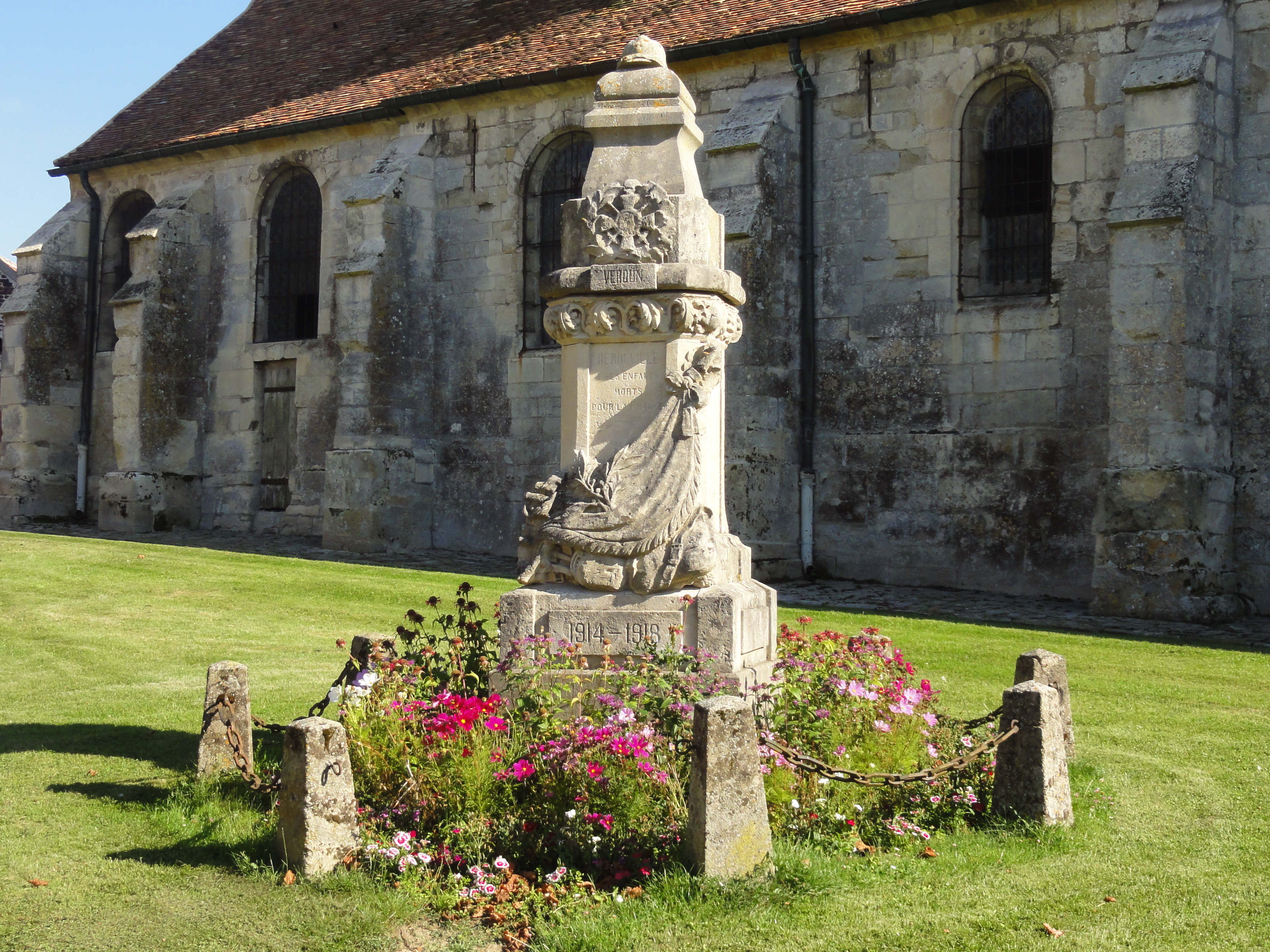
Monumentul dedicat eroilor căzuți, situat lângă biserică.

### Personalități
- Michel Magne (1930-1984) a fost proprietarul castelului din 1962 până în 1979 și a locuit acolo între 1962 și 1973.
- Jacques Higelin (1940-2018), autor-compozitor, interpret și actor francez, a fost un locatar constant al fostei stâni a castelului între 1975 și 1985, unde a înregistrat patru albume, inclusiv Champagne pour tous (1979)[40].